# غدية الثمار
غِدية الثمار هو جنس من كاسيات البذور في الفصيلة البقولية، وتحديدًا إلى الفُصَيلة فولاوات. النباتات شجيرات تشبه الحنستاوات والتي تكون كمكنسة ذات أزهار صفراء زاهية. مهده حوض البحر الأبيض المتوسط وأفريقيا جنوب الصحراء، لكنه يجد أعلى تنوع في شمال غرب إفريقيا (المغرب والجزائر وجزر الكناري) وشبه الجزيرة الأيبيرية .